# Sankt Ingbert
Sankt Ingbert o St. Ingbert és una ciutat i municipi del districte de Saarpfalz a l'estat federat alemany de Saarland. Es troba a uns 10 km al nord-est de Saarbrücken i a 10 km al sud-oest de Neunkirchen.

## Nuclis
- Sankt Ingbert 
  - Sengscheid
  - Schüren
- Rohrbach
- Hassel
- Oberwürzbach
  - Reichenbrunn
  - Rittersmühle
- Rentrisch.

## Persones notables
- Albert Weisgerber (1878-1915), pintor
- Bernd Schneider (1994), pilot